# De Havilland Puss Moth
O avião de Havilland DH-80 Puss Moth é um monomotor de asa alta, com dois lugares lado a lado e duplo comando, construído entre 1929 e 1933 pela empresa britânica de Havilland. O aparelho era equipado com um motor Gipsy III, de quatro cilindros em linha invertidos, com 130 H.P. (97 kW) de potência.

## Descrição
O Puss Moth tem 7,62 metros de comprimento, uma altura de 2,08 metros e uma  envergadura de 11,20 metros. A sua versão normal tem um peso de 920 kg, atingindo uma velocidade máxima de 127 nós. A velocidade a 5000 pés é de 123 nós e a velocidade de cruzeiro é de 110 nós. O tecto máximo é a 17500 pés.